# Балки (Хмельницкая область)
Балки (укр. Балки) — село в Виньковецком районе Хмельницкой области Украины.
Население по переписи 2001 года составляло 21 человек. Почтовый индекс — 32533. Телефонный код — 3846. Занимает площадь 0,176 км². Код КОАТУУ — 6820684503.

## Местный совет
32533, Хмельницкая обл., Виньковецкий р-н, с. Майдан-Александровский